# Reakcja wazowagalna
Reakcja wazowagalna – rozszerzenie naczyń krwionośnych oraz zwolnienie częstości akcji serca, co prowadzi do spadku ciśnienia tętniczego krwi, wynika ze zmiany pozycji ciała, najczęściej pionizacji.

## Fizjologia
Jest to reakcja fizjologiczna, która jest odczuwana zwykle jako zawrót głowy przy gwałtownym powstaniu, związana z przemieszczeniem ok. 700 ml krwi do układu żylnego poniżej przepony. Powoduje to zmniejszenie powrotu żylnego, co doprowadza do zmniejszenia rzutu serca. Zmniejszenie rzutu serca wyzwala mechanizmy kompensacyjne, polegające na skurczu naczyń krwionośnych trzewnych i skórnych oraz przyspieszeniu akcji serca. Te dwa mechanizmy zwykle zapobiegają utracie przytomności, a na straży prawidłowości tej reakcji stoją baroreceptory zlokalizowane w łuku aorty i zatokach tętnic szyjnych.

## Patologia
W warunkach patologicznych odruch z baroreceptorów jest nieprawidłowy: wskutek pobudzenia nerwu błędnego pojawia się bradykardia i wazodylatacja, co doprowadza do omdlenia, zwanego omdleniem wazowagalnym.

## Diagnostyka
W diagnostyce omdleń wazowagalnych wykorzystuje się test pochyleniowy.

## Leczenie
Leczenie farmakologiczne:
- midodryna (poprzez pobudzenie receptorów α1-adrenergicznych zwęża naczynia krwionośne i zwiększa ciśnienie).

Przeczytaj ostrzeżenie dotyczące informacji medycznych i pokrewnych zamieszczonych w Wikipedii.